# Kevin Crawford

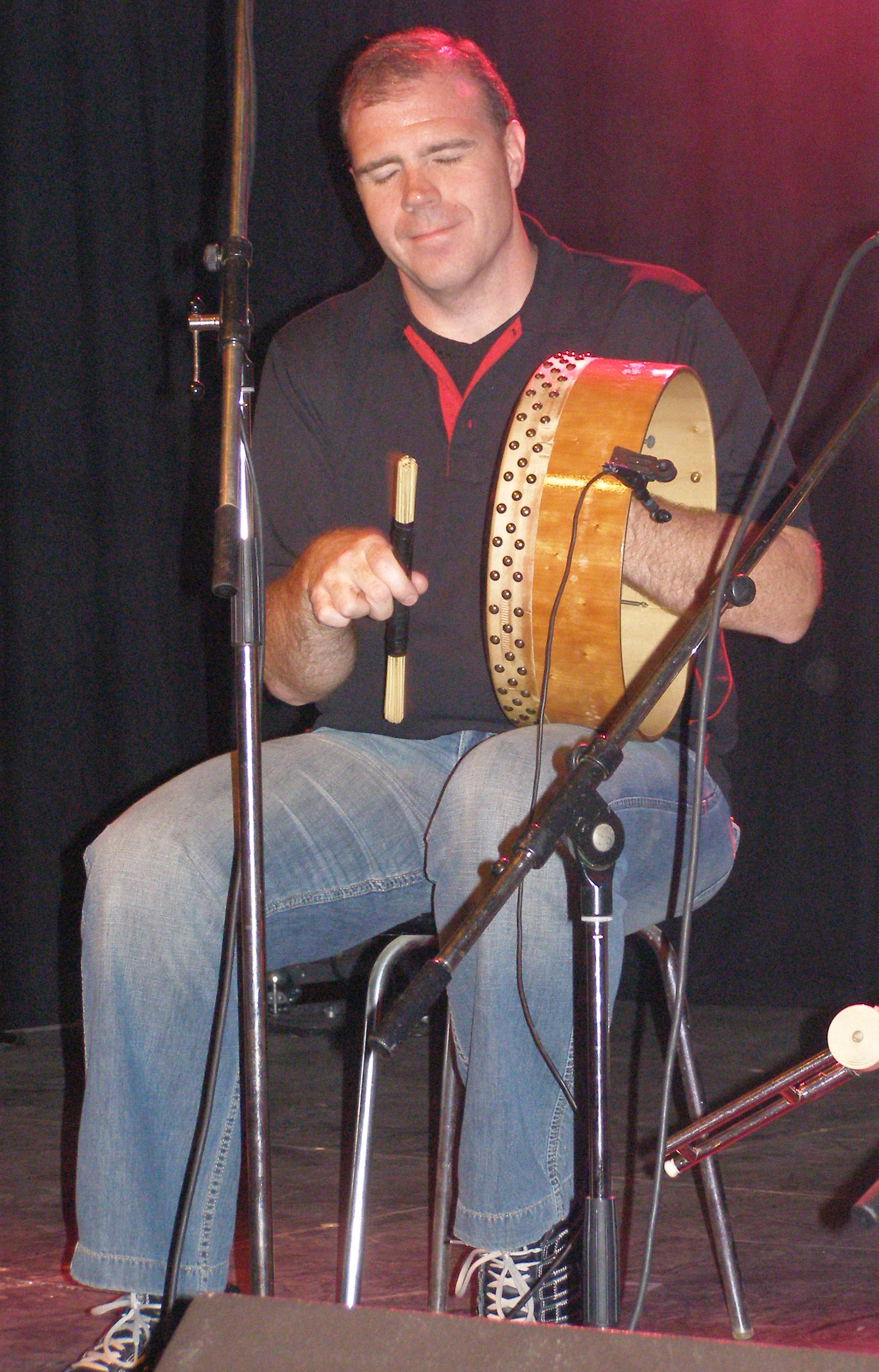
Kevin Crawford.

Kevin Crawford toca la flauta y la flauta grave. Nació el 6 de diciembre de 1967 en Bírmingan, Inglaterra, de padres irlandeses que habían emigrado desde Miltown Malbay, Clare. Posteriormente él se mudó a West Clare para mejorar su música y estar más expuesto a la música tradicional irlandesa.

## Bandas
Se unió a "Moving Cloud" en 1993 y a Lúnasa en 1998, reemplazando a Michael McGoldrick. 

## Discografía
Solista
- 'D' Flute Album (1995)
- In Good Company (2001)
- A Breath of Fresh Air (2007)
- Carrying the Tune (2012)

Con Moving Cloud
- Moving Cloud (1995)
- Foxglove (1998)

Con Lúnasa
- Otherworld (1999)
- The Merry Sisters Of Fate (2001)
- Redwood (2002)
- The Kinnitty Sessions (2004)
- Sé (2006)
- The Story So Far ... (2008)
- The Leitrim Equation featuring Lúnasa (2009)
- Lá Nua (2010)
- CAS (2018)

Con Cillian Vallely
- On Common Ground (2009)

- Datos: Q2506254
- Multimedia: Kevin Crawford / Q2506254